# Talat Xhaferi
Talat Xhaferi (Forino, 15 de abril de 1962) es un político macedonio, miembro de la Unión Democrática para la Integración (BDI/DUI) y Primer ministro de la República de Macedonia del Norte desde el 28 de enero de 2024 hasta el 23 de junio de 2024. Miembro de la comunidad albanesa, fue ministro de Defensa del 18 de febrero de 2013 al 19 de junio de 2014, y luego presidente del Asamblea de Macedonia del Norte a partir del 27 de abril de 2017.

## Biografía
Recibió formación en la Academia Militar del Ejército, en Belgrado y Sarajevo entre 1981 y 1985. Ese año se convirtió en oficial del Ejército Popular Yugoslavo (JNA). A partir de 1992 sirvió en el Ejército de la República de Macedonia (ARM). Durante la insurgencia de 2001, en la que militantes de etnia albanesa atacaron a las fuerzas de seguridad, Xhaferi fue al principio un oficial de alto rango en el ARM, al mando de las tropas en el cuartel de Tetovo.
El 28 de abril, el día de la masacre de Vejce, estaba de servicio como comandante en el cuartel. Varios días más tarde desertó y se unió al Ejército de Liberación Nacional (NLA), un grupo guerrillero albanés que luchaba contra la República de Macedonia, y se convirtió en su comandante de la 116.ª Brigada. Más tarde fue objeto de una amnistía, de acuerdo con el Acuerdo de Ohrid de 2001.
En 2002 fue elegido diputado a la Asamblea, y ocupó entre 2004 y 2006 el cargo de viceministro de Defensa. No fue reelegido como parlamentario en 2006, pero recuperó un escaño en las elecciones de 2008 y 2011.
Fue nombrado ministro de Defensa el 18 de febrero de 2013 durante el tercer gobierno de Nikola Gruevski.
El 27 de abril de 2017 fue elegido presidente del Parlamento.
El 25 de enero de 2024, Xhaferi renunció tras las dimisiones del gobierno de Dimitar Kovačevski, en preparación para ser elegido como presidente de un gobierno técnico que, de acuerdo con el Acuerdo de Pržino, dirigiría el país en los 100 días anteriores a las elecciones parlamentarias programadas para el 8 de mayo.